# Upper Hartfield
Upper Hartfield – wieś w Anglii, w hrabstwie East Sussex, w dystrykcie Wealden. Leży 50 km na południe od Londynu.